# Katharina Gaenssler
Katharina Gaenssler (* 1974 in München) ist eine deutsche bildende Künstlerin.

## Leben
Katharina Gaenssler ist die Tochter des Münchner Architekten und Professoren Michael Gaenssler.
Nach einer Ausbildung zur Silberschmiedin an der Berufsfachschule Neugablonz von 1993 bis 1997 studierte Gaenssler von 1999 bis 2005 an der Akademie der Bildenden Künste München bei Otto Künzli, Albert Hien und Hermann Pitz. Studien- und Stipendiatenreisen ermöglichten ihr Aufenthalte in Genua, Wien und den USA.
Gaenssler war als Lehrbeauftragte an der Hochschule für Bildende Künste Braunschweig tätig und 2013/2014 als Gastprofessorin an der Hochschule für bildende Künste Hamburg und 2022/2023 Vertretungsprofessorin an der Akademie der Bildenden Künste München. Seit 2017 ist sie Mitglied der Bayerischen Akademie der Schönen Künste. Sie lebt und arbeitet in München.

## Werk
Katharina Gaenssler arbeitet vorwiegend im Medium der Fotografie und verwendet für ihre Werke meist die Techniken der Collage und Montage. In unzähligen Detailaufnahmen fotografiert sie Räume durch ein geschautes Raster unter Verwendung eines Stativs, ein Vorgehen, das Gaenssler als „System räumlicher Abwicklung“ bezeichnet. Die Einzelbilder werden dem Raster folgend in einem digitalen Entwurf montiert. Es folgt die Montage der tausenden Einzelbilder im Ausstellungsraum zu multiperspektivischen Fotoinstallationen. Mit dem Abriss temporärer Wandbilder entstehen „Décollagen“, die als Fragment verbleiben und oftmals zum Ausgangspunkt einer neuen Arbeit werden. Parallel entwickelt Katharina Gaenssler chronologisch gesetzte Buchobjekte, die als Bildarchive fungieren; die Archivierung selbst bildet einen wichtigen formalen Aspekt in ihrer Arbeit.

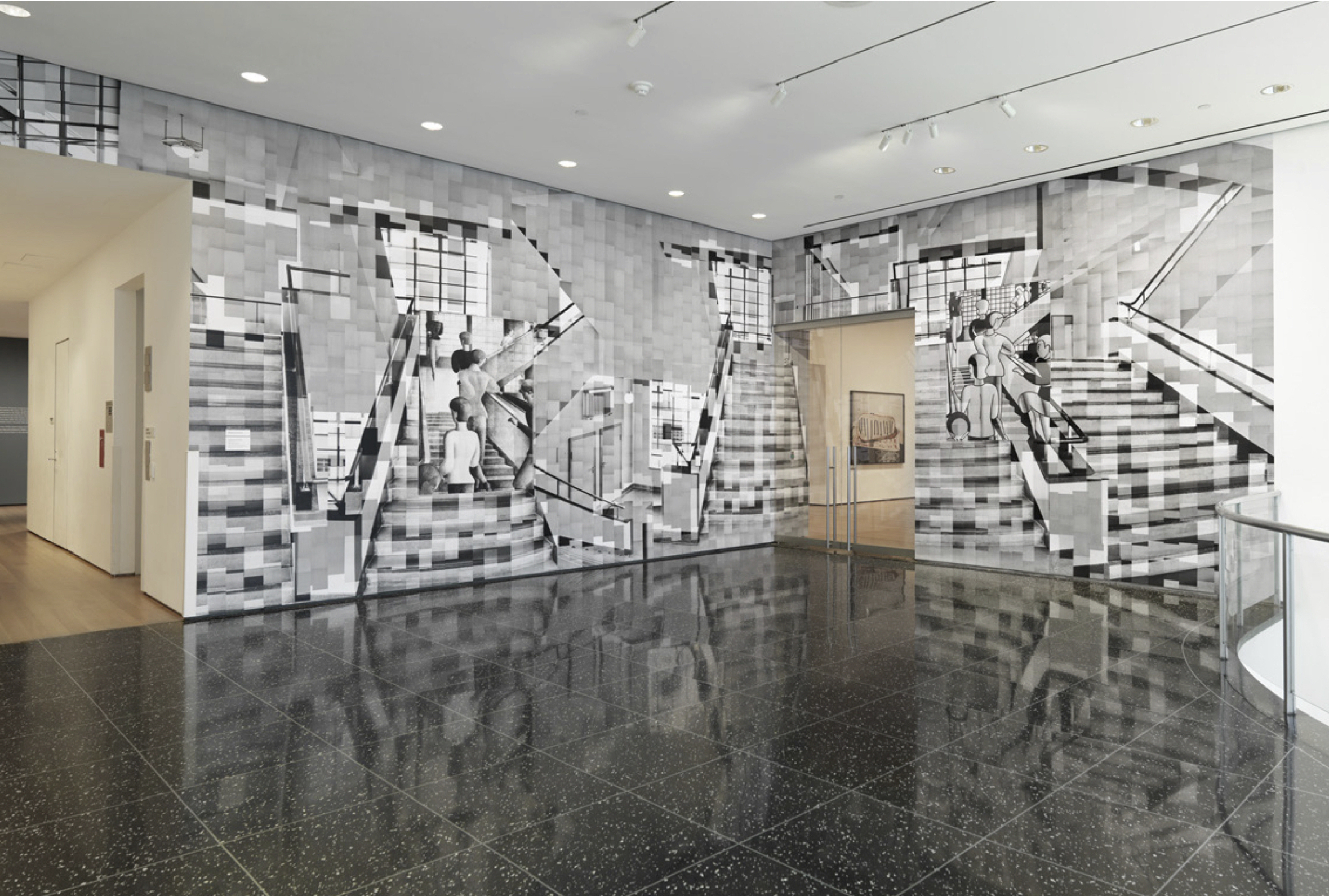
Katharina Gaenssler: Bauhaus Staircase, Fotoinstallation, Ansicht, 2015, The Museum of Modern Art, New York

„[Ihre] komplexen Kompositionen […] setzen sich über traditionelle Wahrnehmungsmuster hinweg, indem sie über die Wand des Ausstellungsraumes und die Seite des Buches zwei verschiedene und sich ergänzende Formen hervorbringen, die jeweils auf besondere Weise den Raum begreifen. […] Oftmals wiederholt das Wandbild den Ort, an dem es ausgestellt ist und bietet somit eine Simultansicht, in situ, umfassend und monumental; es wirkt physisch auf den Betrachter und zwingt ihn, den Ausstellungsort selbst zu reflektieren.“

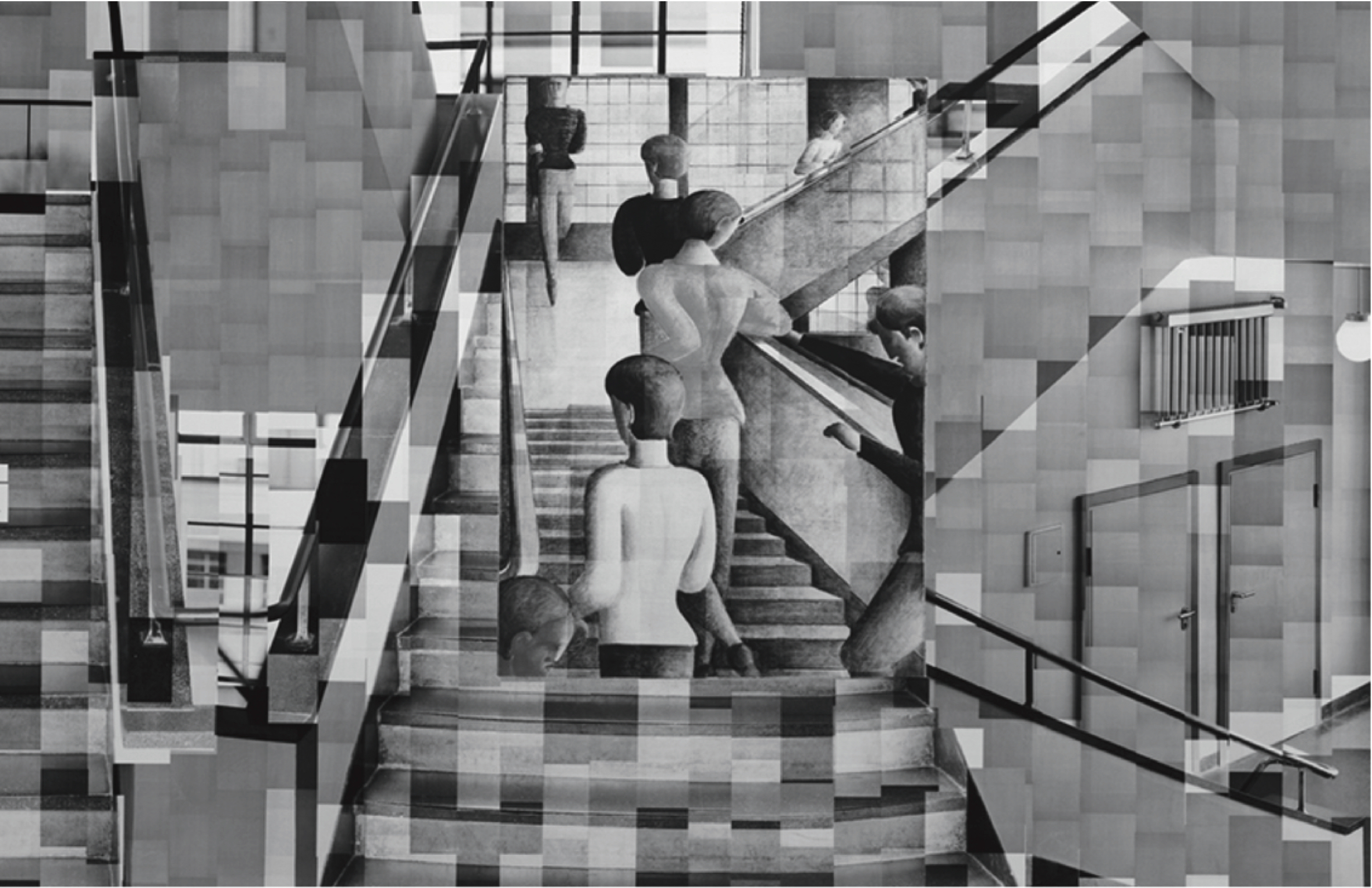
Katharina Gaenssler: Bauhaus Staircase, Fotoinstallation, Ausschnitt, 2015, The Museum of Modern Art, New York

Erstmals 2012 ließ sie ihre Einzelfotos nicht auf Papier drucken, um sie später zusammenzuleimen, sondern verwandte sie als Vorlage für einen Wandteppich. Bei ihrem Werk Sixtina 2012 (Gobelin) in der Gemäldegalerie Alte Meister in Dresden handelt es sich um eine Tapisserie in den Maßen 680 × 925 cm, der im belgischen Flandern in einer Gobelin-Manufaktur in traditioneller Technik aus Wolle, Baumwolle, Seide und synthetischem Garn gewebt wurde. Er ersetzte für drei Monate die Sixtinische Madonna, bildet aber nicht nur das Gemälde, sondern auch die angrenzenden Bilder und Raumfluchten ab. Die Vorlage für den Gobelin entstand aus über 5750 Fotos von Gaenssler.
Mit Sixtina 2012 deutete sich bereits eine neue Herangehensweise an, die bestimmend für Gaensslers Werke seit ca. 2018 ist. Das Medium bleibt zwar die Fotografie, das Einzelwerk aber kann neben den montierten Wandbildern nun auch Tapete, Textil, Kleid, Gewebe, Teppich, Vorhang, Wandbespannung oder Siebdruck auf Metall sein. Das Material der Fotografie hängt ganz entscheidend von dem zugrunde gelegten Konzept einer Arbeit ab. Das heißt, der jeweilige Kontext verlangt nach dem angemessenen Material. Weiter werden die komplexen Bildmontagen aus dafür eigens angelegten Bildkonvoluten durch die Verwendung im eigenen Archiv bereits vorhandener und auch fremder Fotografien abgelöst. Oftmals ist auch nur ein einzelnes Bild ausreichend, um eine wandflächenfüllende Montage (z. B. im Rapport) zu entwickeln, so zum Beispiel in den Arbeiten 2205 LL oder 2210 VILLA. Der Arbeitsprozess ist geprägt durch den Dialog. Ein Werk entsteht in Zusammenarbeit mit einer Institution, in Auseinandersetzung mit den spezifischen Produktionsbedingungen und den jeweiligen Kurator oder Auftraggeber. In der Herstellung geht es um Austausch, Kooperation und Verständigung mit Spezialisten und Handwerkern.

## Ausstellungen, Installationen und Projekte
- 2021 Cast History, permanente Installation an der Außenfassade des Fraunhofer-Institut für Gießerei-, Composite- und Verarbeitungstechnik, Garching
- 2019 Stereo – Katharina Gaenssler und Brigitte Schwacke, Bayerische Akademie der Schönen Künste, München
- 2018 Echo, permanente Fotoinstallation, Munich Re Art Collection, München[7]
- 2017 Peter Pan, Mosaik aus photolumineszierendem Splitt, Studentenwerk, Wohnanlage Agnes-/Adelheidstraße und Internationales Haus, München
- 2017 Chicago Architecture Biennial, Chicago, USA
- 2017 Showcase – Künstlerbücher aus der Sammlung der Bayerischen Staatsbibliothek, München
- 2016 Reset – Randlagen, Neupräsentation der Sammlung Moderne Kunst, Pinakothek der Moderne, München
- 2016 Bauhaus Staircase – Dessau, New York, Tel Aviv, Fotoinstallation, Braverman Gallery, Tel Aviv, Israel
- 2015 Bauhaus Staircase, Fotoinstallation und Buchobjekt, Ausstellung Ocean of Images — New Photography 2015, Museum of Modern Art, New York[8]
- 2015 Ciné-Bal, permanente Fotoinstallation, Munich Re Art Collection, München[7]
- 2014 HD (Halle), Fotoinstallation, Ausstellung Prix Découverte, Les Rencontres Arles Photographie, Frankreich[9]
- 2014 Große Kniende, Fotoinstallation, Ausstellung (Mis)Understanding Photography. Werke und Manifeste, Museum Folkwang, Essen[10]
- 2014 Katharina Gaenssler: Bücher, Barbara Gross Galerie, München[11]
- 2014 Raum im Raum, permanente Fotoinstallation, Quivid, Kunst-am-Bau-Programm der Stadt München, Gymnasium Trudering, München
- 2013 Torso 1 (Herakles – Hm 093), Torso 2 (Rodin – ZV 1737), zwei Fotoinstallationen, Ausstellung de sculptura – Blicke in die Dresdner Skulpturensammlung, Ausstellungskooperation des Salzburg Museum und der Staatlichen Kunstsammlungen Dresden
- 2012 Points of view – Orte der Fotografie, Galerie im Kehrwiederturm, Roemer- und Pelizaeus-Museum Hildesheim
- 2012 Fluchträume, Fotoinstallation und Bühne für ein performatives Theaterstück, Maximiliansforum, München
- 2012 HD (Pferd), Fotoinstallation, Galerie Katharina Bittel, Hamburg
- 2012 Sixtina 2012 (Guckkasten), Rauminstallation, Ausstellung Déjà-vu? Die Kunst der Wiederholung von Dürer bis YouTube[12] , Staatliche Kunsthalle Karlsruhe
- 2012 Sixtina 2012 (Gobelin), Fotoinstallation, Sixtina 2012 (Buch), Buchobjekt, Intervention anlässlich der Ausstellung Die Sixtinische Madonna. Raffaels Kultbild wird 500, Staatliche Kunstsammlungen Dresden, Gemäldegalerie Alte Meister, Dresden[13][14]
- 2012  HD (Turm), Fotoinstallation, HD 12.12.2011 – 24.12.2011, Buchobjekt, Ausstellung Rasterfahndung – Das Raster in der Kunst nach 1945, Kunstmuseum Stuttgart
- 2011/12 reenacting the reenactment, zwei Fotoinstallationen und Bühne für ein performatives Theaterstück, Maximiliansforum, München und Theaterhaus Jena
- 2010 KdeE (Kathedrale des erotischen Elends), Fotoinstallation, Ausstellung Ephemer, DG Galerie der Deutschen Gesellschaft für christliche Kunst, München[15]
- 2010 Krypta (Freisinger Dom), Skulpturendepot (Dommuseum Freising), zwei Fotoinstallationen, Ausstellung Geschichtet, Diözesanmuseum Freising
- 2010 Werkschau, Sprengel Museum Hannover[16][17]
- 2010 Bestandsaufnahme, Fotoinstallation, Neue Galerie Dachau
- 2009 Landesgalerie Linz, Depot Welserstraße, Fotoinstallation und Buchobjekt, Ausstellung Einführung in die Kunstgeschichte 6, Landesgalerie Linz
- 2008 Ackerman ∕ Marc, Demand ∕ Macke A+B, Eliasson ∕ Kandinsky, Grosse ∕ Jawlensky, Fotoinstallation und Buchobjekt, Ausstellung Favoriten 08 – Neue Kunst in München[18], Städtische Galerie im Lenbachhaus, Kunstbau, München
- 2008 Hans von Aachen – Peter Zimmermann, Fotoinstallation und Buchobjekt, Galerie Katharina Bittel, Hamburg
- 2008 o. T., Fotoinstallation und Buchobjekt, Ausstellung Ansichtssache, kunstraum niederösterreich, Wien[19]
- 2007 Archiv, Fotoinstallation und Buchobjekt, Forum für Zeitgenössische Fotografie der Sammlung Fotografie im Münchner Stadtmuseum
- 2006 München, 13. – 22. März 2006, Fotoinstallation und Buchobjekt, Barbara Gross Galerie, München[20]

## Preise / Stipendien
- 2013 Preis der Stiftung Buchkunst für das schönste deutsche Buch 2013 für Sixtina MMXII
- 2012 Projektstipendium der Erwin und Gisela von Steiner-Stiftung
- 2011 1. Preis Kunst am Bau Wettbewerb, Gymnasium München Trudering, Baureferat München
- 2011–2013 Stipendium des Dorothea-Erxleben-Programms, HBK Braunschweig
- 2010 USA-Reisestipendium des Bayerischen Ministeriums für Wissenschaft, Forschung und Kunst
- 2010 Körber Foto Award, 2010, Deichtorhallen Hamburg
- 2009 Bayerischer Kunstförderpreis für Bildende Kunst
- 2008 Artist in Residence, Quartier 21, Museumsquartier, Wien
- 2007 Förderpreis der Stadt München, Fachbereich Fotografie
- 2005 Manfred Bischoff-Preis der Stiftung AdbK
- 2003 Projektstipendium der Erwin und Gisela von Steiner-Stiftung
- 2003 Aenne-Biermann-Preis für Deutsche Gegenwartsfotografie, Museum für Angewandte Kunst, Gera
- 2003 Stipendium des Bayerischen Staatsministeriums
- 2001 Erasmus-/Sokrates-Stipendium, Auslandsaufenthalt in Genua, Italien

## Publikationen
- Katharina Gaenssler – TXT IMG, Künstlerbuch anlässlich der Ausstellung Ocean of Images – New Photography 2015, Museum of Modern Art, Spector Books, Leipzig 2015, ISBN 978-3-95905-065-4.
- Katharina Gaenssler Sixtina MMXII. Michael Hering, Bernhard Maaz (Hrsg.), Edition Minerva, Neu-Isenburg 2012, ISBN 978-3-943964-00-4.
- Points of view = Orte der Fotografie. Mit Thomas Lange, Torsten Scheid (Hrsg.), Verlag Kehrer, Heidelberg, Berlin 2012, ISBN 978-3-86828-351-8.
- Katharina Gaenssler – Bestandsaufnahme. Jutta Mannes (Hrsg.), Neue Galerie Dachau, Dachau 2010, ISBN 978-3-930941-67-4.
- Ephemer. Mit Hans-Michael Koetzle, Markus Stempl, Wolfgang Jean Stock, Salon Verlag, Köln 2010, ISBN 978-3-89770-378-0.
- Katharina Gaenssler – Geschichtet. Junge Kunst im Diözesanmuseum Freising, Verlag Schnell und Steiner, Regensburg 2010, ISBN 978-3-7954-2404-6.
- Katharina Gaenssler – Archiv. Salon Verlag, Köln 2007, ISBN 3-89770-284-3.
- Wand 2007. Kulturreferat München, 2007